# 海南双盖蕨
海南双盖蕨（学名：Diplazium hainanense）为蹄盖蕨科双盖蕨属下的一个种。

## 扩展阅读
- 維基物種上的相關：海南双盖蕨